# Osečný vrch
Osečný vrch (551,3 m n. m.) je nejvyšší vrchol Kolačnianské vrchoviny, geomorfologické části pohoří Tribeč.  Nachází se na severním okraji území, přibližně 3 km jižně od města Partizánske.

## Polohopis
Nachází se na severu podcelku Rázdiel, v geomorfologické části Kolačnianská vrchovina. Leží v západně situované části Kolačnianské vrchoviny, v masivu s vrchem Šipok (464 m n. m.). Společný masiv se nachází jižně od města Partizánske, východně leží Kolačno a západním směrem Brodzany. Vrch patří do povodí Nitry, která teče severozápadním úpatím, východním okrajem protéká Kolačnianský potok, na kterém je vybudován rybník.

## Přístup
Na vrchol Osečného vrchu vede  žlutě značená trasa z města Partizánske okolo chaty Ondrej nad Brodzany a přes rozcestí Nad Hlbokým, kde se připojuje rovněž  žlutě značená trasa z Kolačna.